# Kale haarmuts
Kale haarmuts (Orthotrichum pallens) is een soort uit het geslacht haarmuts (Orthotrichum).

## Determinatie
Kale haarmuts is een lastig herkenbare soort. Karakteristiek is een combinatie van kenmerken: 
- vrij klein formaat
- smalle, lancetvormige bladen zonder glasspitsjes en met relatief kleine papilleuze cellen
- kale huikjes
- kapsels met nauwelijks overdekte, ingezonken huidmondjes en meestal 16 endostoomsegmenten.

## Verspreiding
In Nederland is kale haarmuts zeldzaam. Hij staat niet op de rode lijst en is niet bedreigd. Orthotrichum pallens is in 1989 voor het eerst verzameld. Anno 2007 is de soort bij diverse inventarisaties in vooral wilgen-, populieren- en (jonge-)eikenaanplanten gevonden, meestal op een enkele boom.

## Fotogalerij

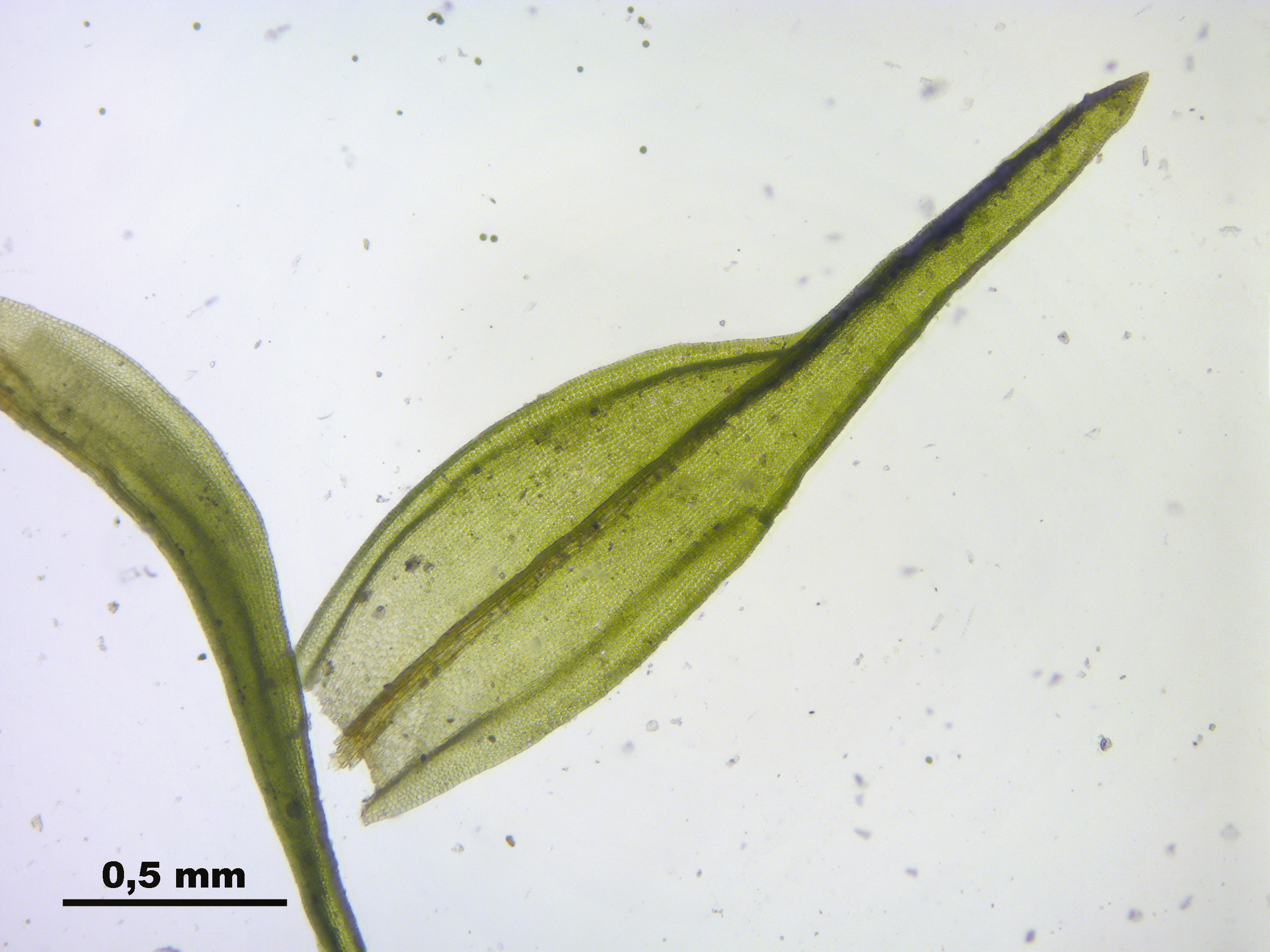
Bladeren
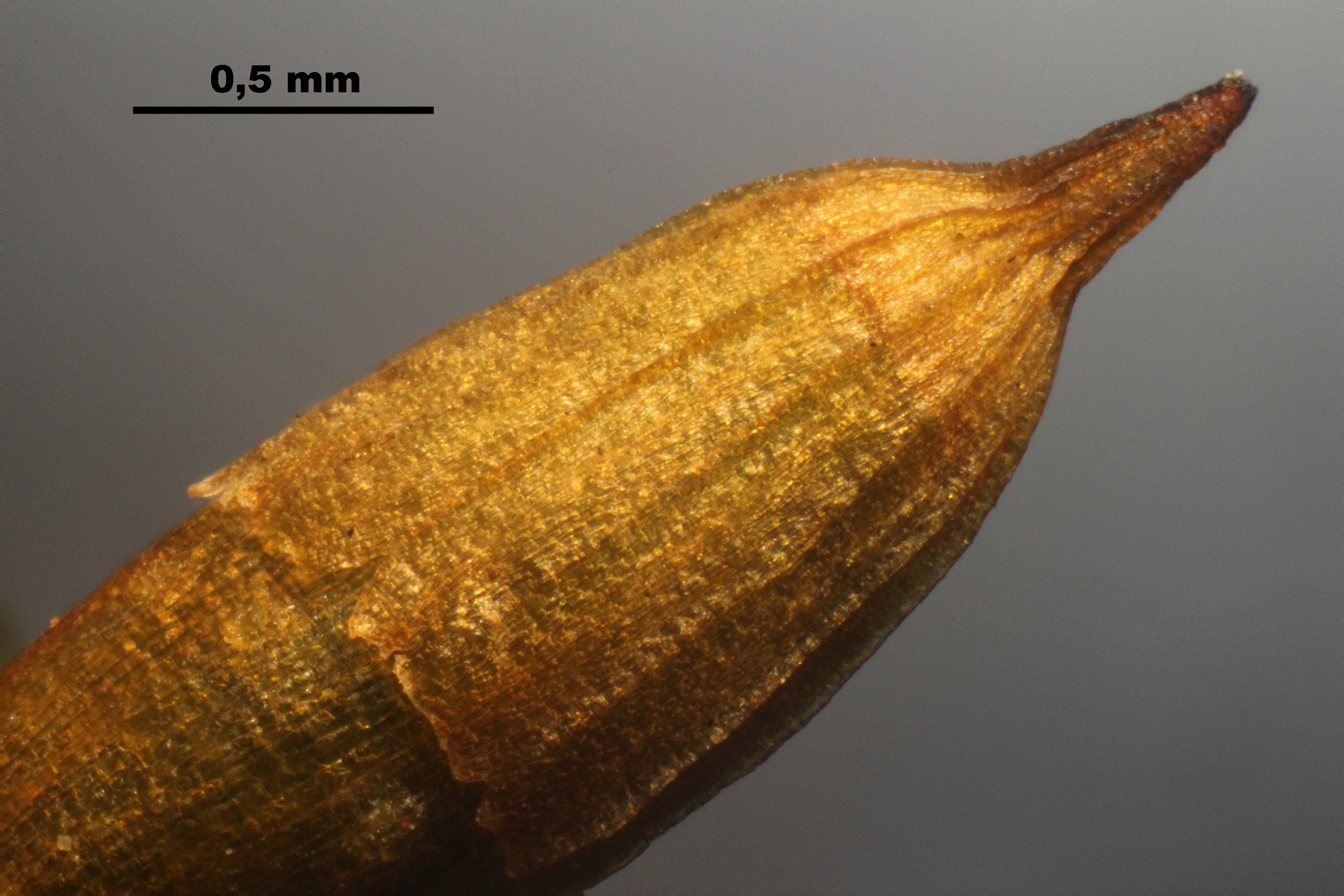
Sporenkapsel
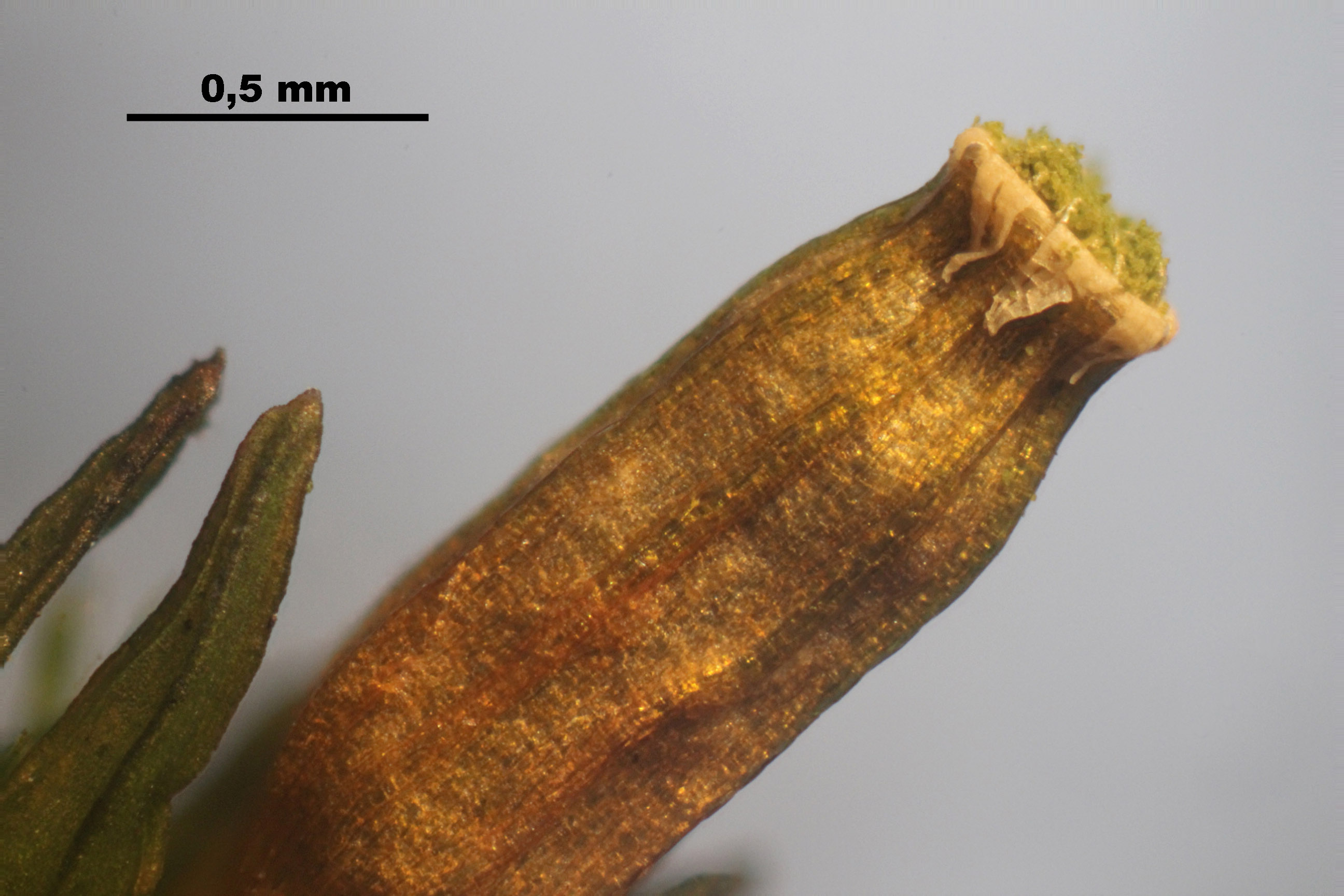
Peristoomtanden
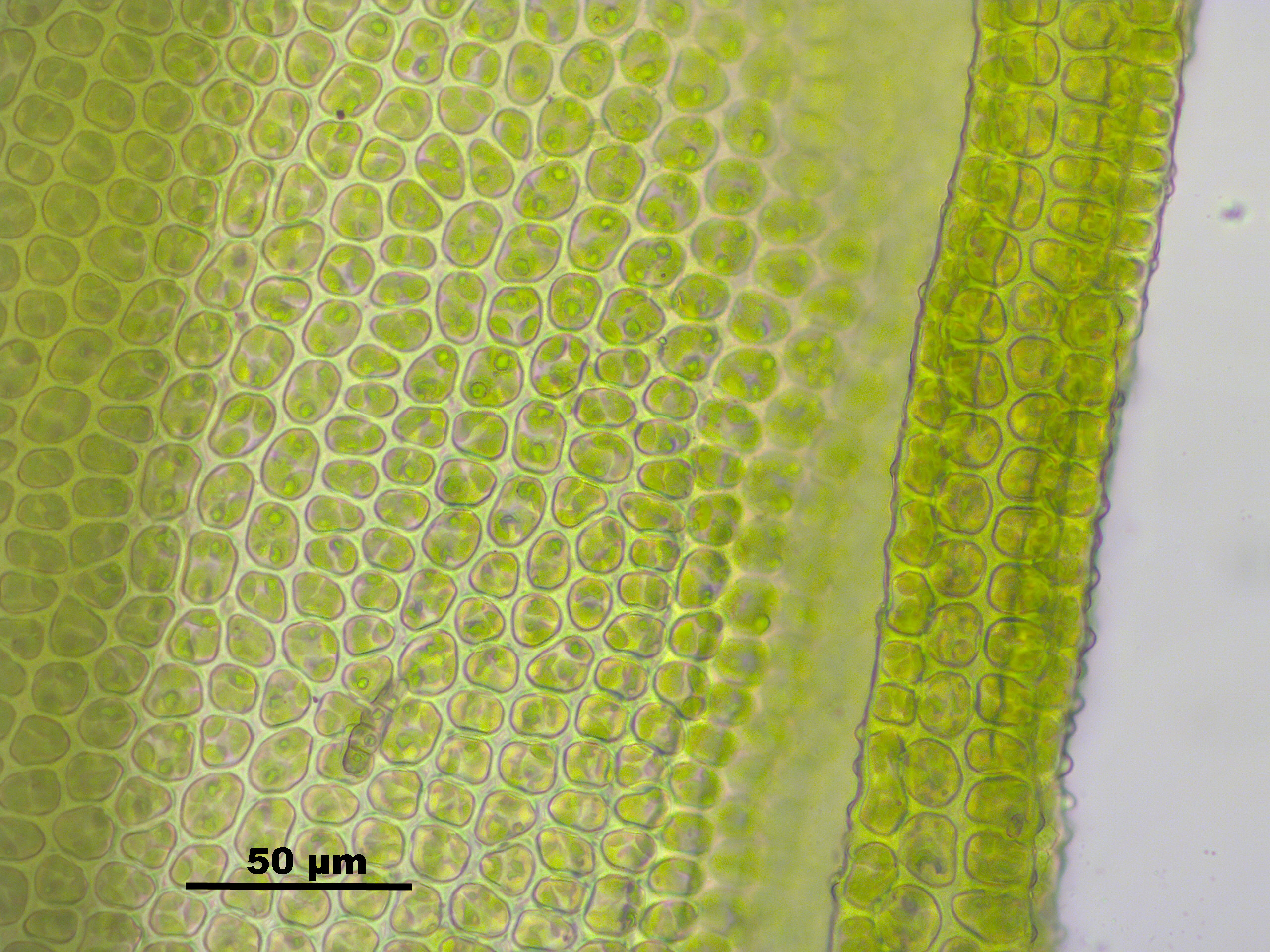
Bladcellen
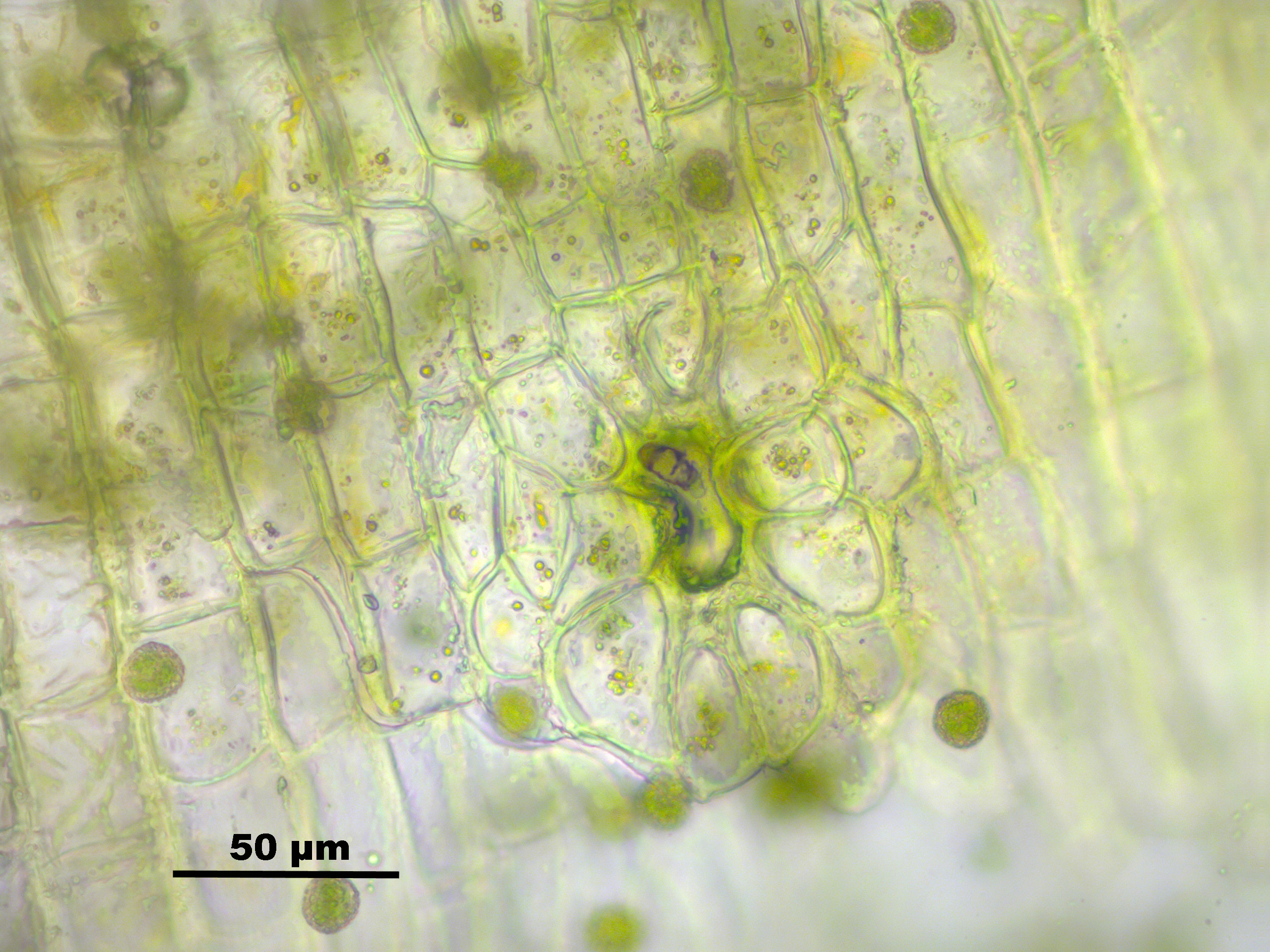
Huidmondje
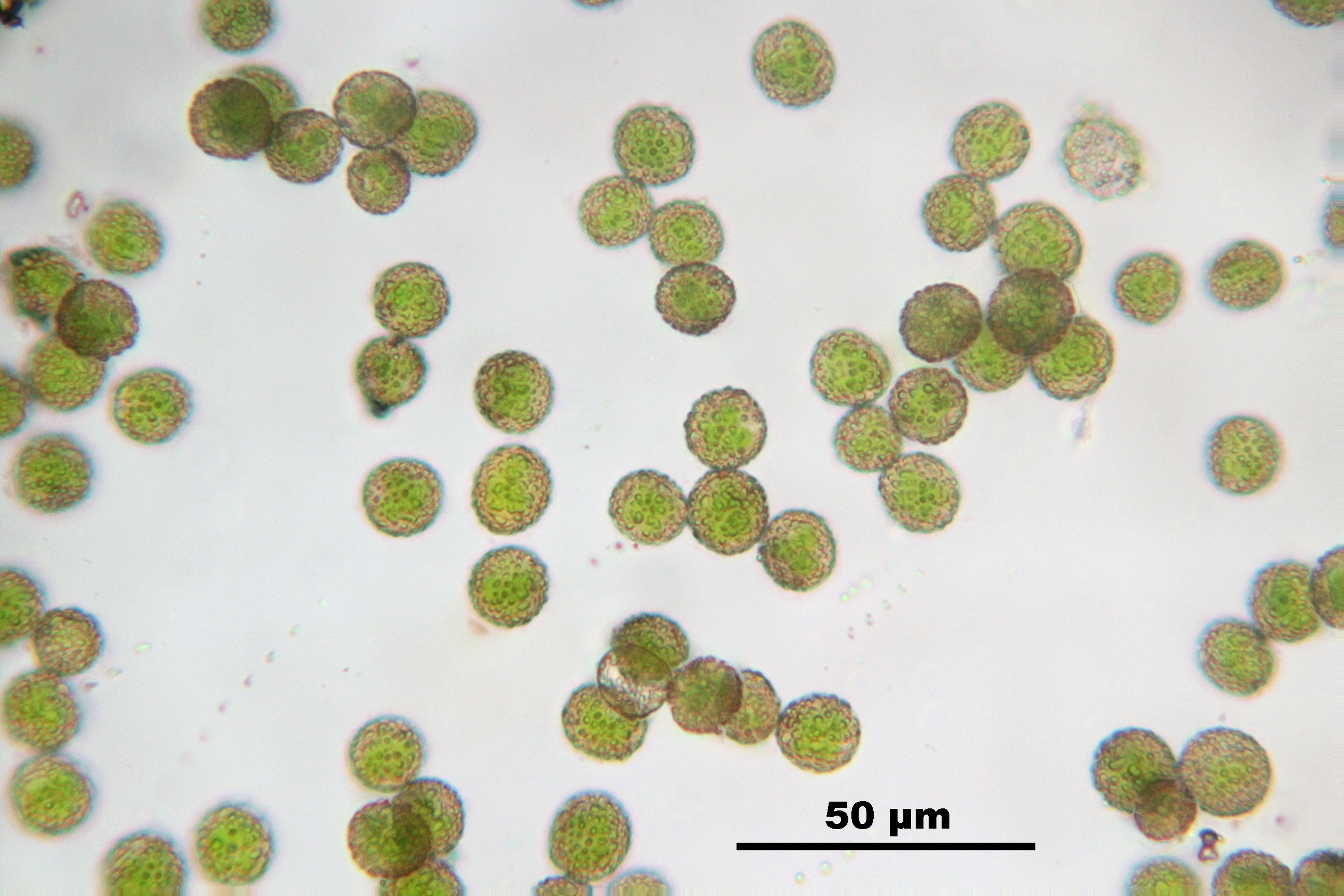
Sporen